# Miami bass
Miami bass (ghetto bass, booty bass, bass music) – podgatunek hip-hopu oparty na charakterystycznym brzmieniu syntezatora Roland TR-808, zawierający ostre, wulgarne treści erotyczne. Największą popularność zdobył w latach 80. XX wieku i 90. XX wieku. Miami bass największe triumfy święciło pod koniec lat 80. XX wieku.

## Historia
Nurt ten narodził się w połowie lat 80. XX wieku w północnej części Florydy. Głównymi ośrodkami tego gatunku muzycznego było Miami, Orlando i Jacksonville. Od strony muzycznej, korzeni Miami bass należy szukać w gatunku electro i w tzw. stereo wars, które było niczym innym jak walką pomiędzy ludźmi na ulicach o to, kto ma lepszy, mocniejszy i głośniejszy sprzęt audio zainstalowany w swoim samochodzie. Natomiast warstwa liryczna niemal zawsze zawierała wulgarne treści, gloryfikując przy tym erotykę.
Za ojca chrzestnego Miami bass uważa się Jamesa McCauleya, Maggotrona, znanego także jako DXJ, Maggozulu 2, Planet Detroit i Bass Master Khan). Pierwszym utworem w tym stylu muzycznym, który zdobył szerszą popularność, okazał się singiel „Bass Rock Express” MC A.D.E. (skrót od “Adrian Does Everything”) z 1985 roku. Najbardziej znaną grupą Miami bass było 2 Live Crew. Zespół rezydował w Miami lecz tak naprawdę wywodził się z Los Angeles. Pierwszy singiel 2 Live Crew zatytułowany „The Revelation” (wydany w 1985, choć faktycznie powstał rok wcześniej) był silnie inspirowany West Coast electro. Po przenosinach na Florydę, grupa wydała „Throw The Dick” (1986), który pokazał jak należy nagrywać utwory Miami bass.
Lider 2 Live Crew, Luther „Luke Skyywalker” Campbell wraz ze swoją grupą, odegrali kluczową rolę w rozwoju tego nurtu muzycznego. Debiutancki album zespołu „The 2 Live Crew Is What We Are” (1986) wzbudził duże kontrowersje ze względu na wulgarne teksty utworów, zdobywając przy tym wielu fanów na południu USA. Trzecia z kolei płyta kolektywu, „As Nasty As They Wanna Be” z 1988 roku spotkała się z największą falą krytyki. Wydawnictwo płytowe jako pierwszy hiphopowy album w historii, otrzymał naklejkę ostrzegającą przed wulgarną treścią. Doprowadziło to do wycofania na pewien czas płyty ze sprzedaży.
Miami bass zainspirowało artystów do stworzenia innych gatunków muzycznych – brazylijskie funk carioca, chicagowskie ghetto house, wywodzące się z Detroit ghettotech, car audio bass i w mniejszym stopniu crunku. Do najważniejszych twórców Miami bass zaliczają się: 2 Live Crew, Maggotron, Uncle Al, 69 Boyz, 95 South, Jam Pony Express, MC Shy D, MC A.D.E., Quad City DJ’s, The Dogs, Get Fubjy Crew.